# Ghioroiu
Ghioroiu – wieś w Rumunii, w okręgu Vâlcea, w gminie Ghioroiu. W 2011 roku liczyła 746 mieszkańców.